# Liste der Universitäten in Jordanien
Die Liste der Universitäten in Jordanien führt staatliche und private Universitäten und Hochschulen in Jordanien auf. Das jordanische Hochschulsystem ist relativ jung. Die erste staatliche Hochschule wurde 1962 in Amman gegründet.
| Hochschule                                       | Status     | Studierende (2009/2010) | Mitarbeiter (2009/2010) | Website                 |
| ------------------------------------------------ | ---------- | ----------------------- | ----------------------- | ----------------------- |
| Universität von Jordanien                        | staatl. U. | 32.767                  | 1.394                   | www.ju.edu.jo           |
| Yarmouk University                               | staatl. U. | 27.298                  | 764                     | www.yu.edu.jo           |
| Mutah University                                 | staatl. U. | 14.458                  | 528                     | www.mutah.edu.jo        |
| Jordan University of Science & Technology        | staatl. U. | 20.606                  | 814                     | www.just.edu.jo         |
| The Hashemite University                         | staatl. U. | 17.668                  | 508                     | www.hu.edu.jo           |
| Universität Al al-Bayt                           | staatl. U. | 11.643                  | 318                     | www.aabu.edu.jo         |
| AL-Balqa Applied University                      | staatl. U. | 28.487                  | 404                     | www.bau.edu.jo          |
| AL-Hussein Bin Talal University                  | staatl. U. | 7.149                   | 238                     | www.ahu.edu.jo          |
| Tafila Technical University                      | staatl. U. | 4.128                   | 182                     | www.ttu.edu.jo          |
| German-Jordanian University                      | staatl. U. | 1.440                   | 158                     | www.gju.edu.jo          |
| Amman Arab University                            | private U. | 311                     | 102                     | www.aau.edu.jo          |
| Middle East University                           | private U. | 782                     | 125                     | www.meu.edu.jo          |
| Jadara University                                | private U. | 1.729                   | 91                      | www.jadara.edu.jo       |
| Al-Ahliyya Amman University                      | private U. | 6.078                   | 276                     | www.ammanu.edu.jo       |
| Applied Science University                       | private U. | 7.826                   | 308                     | www.asu.edu.jo          |
| Philadelphia University                          | private U. | 5.899                   | 294                     | www.philadelphia.edu.jo |
| Isra University                                  | private U. | 6.371                   | 250                     | www.isra.edu.jo         |
| Petra University                                 | private U. | 5.867                   | 307                     | www.uop.edu.jo          |
| Al-Zaytoonah University of Jordan                | private U. | 8.147                   | 305                     | www.alzaytoonah.edu.jo  |
| Zarqa University                                 | private U. | 5.737                   | 232                     | www.zu.edu.jo           |
| Irbid National University                        | private U. | 4.137                   | 115                     | www.inu.edu.jo          |
| Jerash University                                | private U. | 4.433                   | 162                     | www.jpu.edu.jo          |
| Princess Sumaya University for Technology        | private U. | 1.372                   | 64                      | www.psut.edu.jo         |
| American University of Madaba                    | private U. |                         |                         | www.aum.edu.jo          |
| Ajloun National Private University               | private U. |                         |                         | www.anpu.edu.jo         |
| Aqaba University of Technology                   | private U. |                         |                         | www.aut.edu.jo          |
| Aqaba Medical Sciences University                | private U. |                         |                         | www.amsu.edu.jo/        |
| Ibn Sina University of Medical Sciences          | private U. |                         |                         | www.isums.edu.jo/       |
| The World Islamic Science & Education University | andere H.  |                         |                         | www.wise.edu.jo         |
| Arab Open University                             | andere H.  |                         |                         | www.aou.edu.jo          |